# Lido di Milano
Il Lido di Milano è una grande area attrezzata per attività sportive situata nella parte occidentale della città di Milano, con ingresso da Piazzale Lotto (Municipio 8). È attualmente chiuso al pubblico per lavori edili di sua ristrutturazione: la riapertura è prevista entro il 2026.

## Storia

### Dagli inizi alla seconda guerra mondiale (1931 - 1945)

#### La nascita e la fase di "città balneare a Milano" (1931 -1936)
Intorno alla metà degli anni venti vi fu il desiderio di costruire in un'ampia area intorno all'ippodromo del galoppo di San Siro (inaugurato nel 1920); l'idea era infatti quella di trasformare Milano in una sorta di "città dello sport" con diversi impianti dedicati alla pratica sportiva (l'ippodromo per il trotto era del 1925, lo stadio Giuseppe Meazza del 1926) ma anche allo svago. Per la costruzione del Lido fu scelta proprio l'area lasciata libera dallo spostamento del vecchio ippodromo. 
La società incaricata della costruzione del Lido si chiamò "Società Anonima del Luna Park Lido di Milano". Il progetto, a cura degli ingegneri Cesare Marescotti e Cadario, ma soprattutto dell'Architetto Armando Titta, prevedeva la costruzione di piscine di forme irregolari appositamente create per lo svago, oltre a giochi e attrezzature ludiche. L'idea era quella di emulare i parchi di divertimento di Coney Island. 
L'inaugurazione della struttura ebbe luogo il 5 luglio 1931. L'impianto iniziale definitivo, con accesso dalla città,  si presentava con una facciata formata da un colonnato di forma curvilinea su cui era impresso un estratto della Canzona di Bacco di Lorenzo de’ Medici: "Chi vuol esser lieto, sia: di doman non c'è certezza". Oltrepassato il colonnato con le quattro biglietterie sormontate da fregi, al centro dello spiazzo prima dei vialetti del giardino ci si trovava al cospetto di una grande fontana (oggi trasformata in una grande fioriera) ed un giardino ricco di statue (di cui oggi ne rimane solo una).
Ancora oltre, si entrava nell'atmosfera di una località balneare vera e propria: due grandi vasche (di cui una dalla forma sinuosa che si adattava alla curva dell’ippodromo e con un isolotto girevole al centro, e l’altra con un sistema che imitava le onde del mare), scogli finti, trampolini, il finto molo con le barchette, spiagge di sabbia con ombrelloni, bar, e - dietro - giostre, montagne russe, una ruota panoramica. Furono costruiti anche alcuni edifici, tra cui “la Rotonda” (un padiglione adibito a bar e ristorante con le terrazze che si affacciavano sulla grande piscina e pista da ballo). Tutto rispondeva all'idea di creare una "esperienza" di vacanza presso una cittadina di mare, pur rimanendo in piazzale Lotto.

#### L'acquisto da parte del Comune e la trasformazione in struttura sportiva (1936 - )
La formula ebbe però scarso successo, e così dal fallimento della Società nel 1936 l'impianto fu acquistato dal comune di Milano, con l'obiettivo di dare alla struttura un indirizzo più sportivo, eliminando gli elementi "frivoli" e trasformando alcune aree in attrezzature sportive. Così furono aumentati i campi da tennis, eliminate le barchette, costruiti i campi da bocce e la pista di pattinaggio. La svolta "purista" ebbe successo, e tra la fine degli anni trenta e l'inizio del decennio successivo il Lido era uno dei luoghi più frequentati dai milanesi, divenendo assieme all'Idroscalo e ad altre piscine scoperte un riferimento per chi praticasse sport a tutti i livelli.

### Dal secondo dopoguerra alla chiusura (1950 - 2019)
Nel corso degli anni le piscine e gli spazi hanno subito diverse mutazioni, fino a stabilizzarsi in una struttura comprendente un'unica grande piscina. Il centro polifunzionale all'interno della struttura fu sede per alcuni anni della società di pallacanestro Olimpia Milano, che lo utilizzava come centro di allenamento. In occasione del Campionato mondiale maschile di pallavolo 2018, disputatosi in Italia, il centro fu utilizzato per gli allenamenti di alcune selezioni nazionali, nonché da Kobe Bryant durante un evento della Kobe Accademy a Milano nel 2016.

#### La gestione Milanosport
Nel 1992 la gestione del Lido di Milano fu affidata a Milanosport S.p.A., società interamente partecipata dal Comune di Milano, incaricata dell'amministrazione di numerosi impianti sportivi cittadini.
Alcune aree del Lido, come i campi da tennis e da calcetto, erano gestite direttamente da Milanosport e potevano essere prenotate privatamente tramite il loro sito web, salvo occupazione per corsi organizzati dalla stessa società. Altre zone erano invece accessibili liberamente al pubblico, funzionando come parco cittadino. Queste includevano un'area picnic, un campo da basket, un'area ristorazione con bar e un'area giochi per bambini dotata di scivoli, altalene, dondoli, una sabbiera e una pista per le biglie, oltre a numerose panchine e spazi verdi. Il campo da minigolf, pur essendo aperto al pubblico da marzo a novembre, era gestito da operatori privati. Il campo era omologato dalla Federazione Italiana Golf Su Pista (F.I.G.S.P.) e ospitava anche campionati internazionali.
La piscina rimase un'unica vasca gigantesca, munita di un isolotto al centro e di due scivoli acquatici, poi rimossi. L'area che andò sviluppandosi intorno comprendeva diversi spogliatoi, numerose docce, un'area ristoro con i tavolini, un'area picnic, un'area gioco per bambini con una sabbiera, un campo da beach volley e diverse aree relax con sdraio e ombrelloni. L'accesso alla piscina era limitato ai mesi estivi ed era subordinato all'acquisto di un biglietto giornaliero o di un abbonamento stagionale, entrambi gestiti da Milanosport. Il resto dell'anno la piscina veniva chiusa al pubblico e svuotata.
La "Rotonda", che un tempo fungeva da struttura principale, fu completamente riadattata e ribattezzata "Lidoteca", un neologismo derivante dalla fusione delle parole "Lido" e "Ludoteca". Il piano sotterraneo ospitava gli spogliatoi, il piano terra un ampio spazio giochi e il piano superiore una palestra luminosa dedicata a fitness, danza e arti marziali. Durante l'anno, la Lidoteca e altre aree del Lido potevano essere affittate per l'organizzazione di feste di compleanno a tema.
Nel periodo estivo, Milanosport organizzava presso il Lido un campus estivo, analogamente ad altri centri sportivi gestiti dalla società. Le attività proposte spaziavano da sport tradizionali come calcio, basket, pallavolo, tennis, nuoto e atletica, a discipline meno comuni come baseball, rugby, scherma, danza, karate, tiro con l'arco, hockey, pallamano e dodgeball, sfruttando gli ampi e diversificati spazi offerti dalla struttura polivalente.
Tutte le attività sono state interrotte nel 2019, quando la struttura è stata chiusa al pubblico per consentire l'inizio dei lavori di ristrutturazione.

### La ristrutturazione (2024 - )
Nel 2024 è iniziata una ristrutturazione che prevede la realizzazione di un centro sportivo, la trasformazione e riduzione dell'attuale piscina, la realizzazione di una nuova vasca per la stagione estiva e la manutenzione degli immobili esistenti, salvo quelli del padiglione cabine individuali.

## Attrezzature
Al momento della chiusura (2019) al Lido erano presenti:
- 4 campi da tennis in materiale sintetico, illuminati, di cui 3 con copertura invernale
- 1 muro di allenamento per il tennis outdoor
- 2 campi sintetici di calcio a 5 outdoor
- 1 tensostruttura con 4 file di seggiolini adibita a campo da basket, campo da pallavolo, campo da calcio a 5 indoor e pista di pattinaggio (al momento non in uso)
- 1 campo di minigolf outdoor
- 1 sprint track su cemento outdoor
- 1 campetto da calcio a 3 su erba outdoor
- 1 campo da basket su cemento outdoor
- 2 campetti da basket 3v3 su cemento outdoor
- 1 piscina scoperta di circa 8.000 m²; profonda dai 0,20 ai 2,7 m